# NGC 6928
NGC 6928 је спирална галаксија у сазвежђу Делфин која се налази на NGC листи објеката дубоког неба.
Деклинација објекта је + 9° 55' 39" а ректасцензија 20h 32m 50,1s. Привидна величина (магнитуда) објекта NGC 6928 износи 12,5 а фотографска магнитуда 13,3. NGC 6928 је још познат и под ознакама IC 1325, UGC 11589, MCG 2-52-17, CGCG 424-21, IRAS 20304+0945, PGC 64932.